# Порційне сортування корисних копалин
Порційне сортування корисних копалин — спосіб сортування, спеціальний метод збагачення корисних копалин.
Сортування в потоково-порційному і дискретно-порційному режимі дає можливість:
- виділити відвальні хвости;
- розділити корисну копалину на окремі сорти.

Дискретно-порційний режим забезпечує точніше вимірювання, оскільки під час виміру порція нерухома. Виключається вплив перешкод від сусідніх порцій.
Дискретно-порційний режим поділяється на:
- автоматичний;
- механізований;
- немеханізований.

При автоматичному сортуванні операції подачі ємкості з корисною копалиною на вимірювання, вимірювання вмісту цінного компонента, виведення з рудою на розвантаження і облік здійснюється автоматичним пристроєм.
При механізованому сортуванні операція вимірювання якості руди проводиться оператором.
У першому і другому режимах операція вимірювання якості руди поєднується зі зважуванням матеріалу.
При немеханізованому сортуванні олов'яних, свинцево-цинкових руд, залізняку для підвищення достовірності здійснюють багаторазові вимірювання в різних точках порції. Для вагонеток вантажопідйомністю 1-3 т число вимірювань становить 12-15, для автомашин масою 10-15 т — 30, для вагонів вантажопідйомністю 40-60 т — 100.